# Kahle Pön

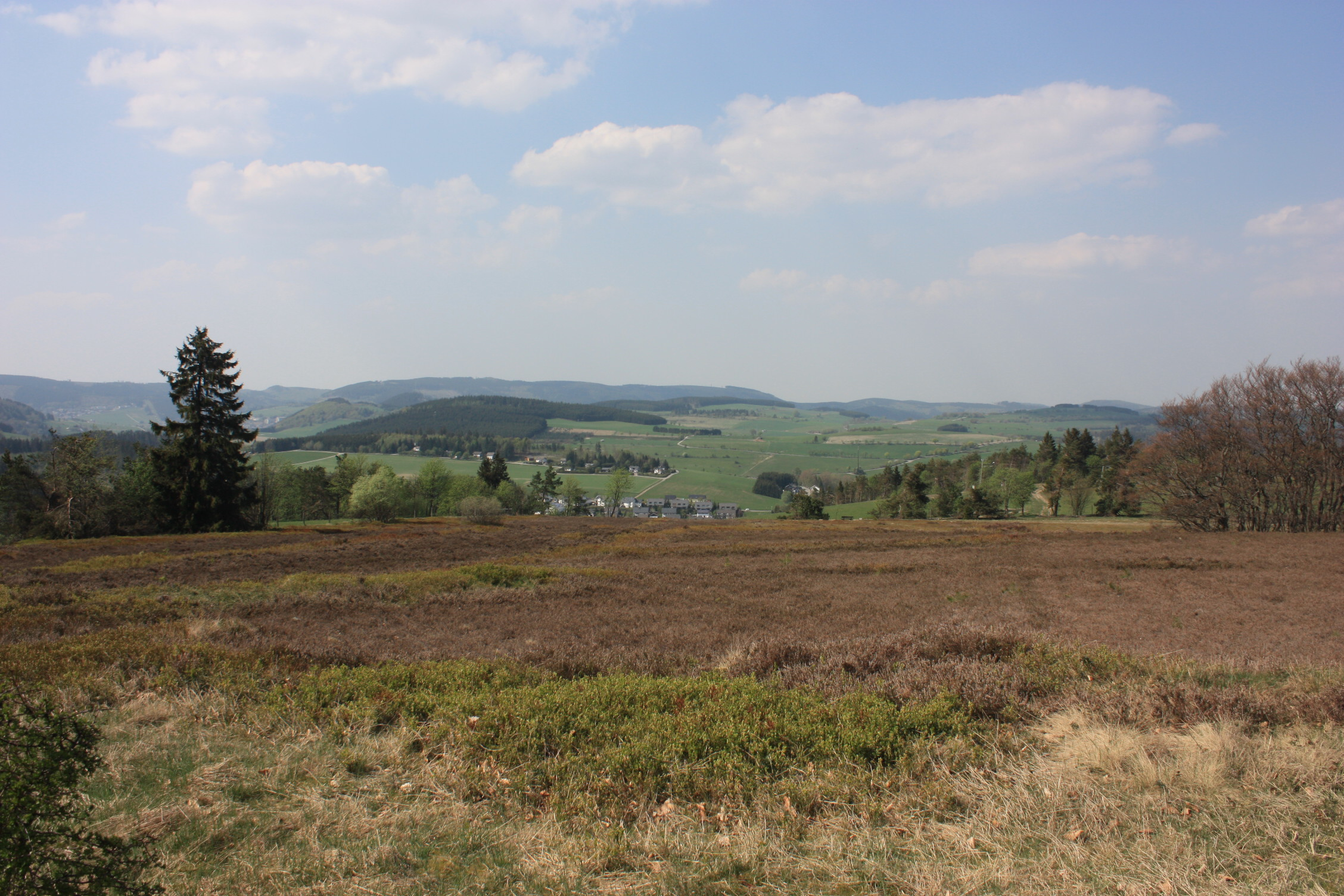
Blick vom Kahlen Pön über Usseln mit dahinter liegendem Schneeberg (mittig) zum Bergzug Dreis mit Hohem Eimberg

Der oder die Kahle Pön bei Titmaringhausen mit Gipfellage im Hochsauerlandkreis in Nordrhein-Westfalen nahe der Grenze zum Landkreis Waldeck-Frankenberg in Nordhessen ist ein 775,6 m ü. NHN hoher Berg des Rothaargebirges.

## Geographie

### Lage
Der Kahle Pön liegt im Nordostteil des Rothaargebirges. sein Gipfel erhebt sich im Naturpark Sauerland-Rothaargebirge etwa 200 m südöstlich der Grenze von Westfalen zu Nordhessen, welche der Nahtlinie von Sauerland und Upland entspricht. Er liegt 1,3 km nordnordöstlich des westfälischen Titmaringhausen (zu Medebach). Jenseits und damit nördlich der Grenze befindet sich der Naturpark Diemelsee mit dem hessischen Usseln (zu Willingen). Der westliche Nachbarberg heißt Auf’m Knoll, der Südostriedel Kalied.
Rund 850 m (Luftlinie) nordwestlich des Gipfels des Kahlen Pön entspringt die Diemel und auf der Ostflanke des Bergs, die gleichzeitig die Nordflanke der Kalied ist, liegt der Ursprung der Neerdar.

### Naturräumliche Zuordnung
Der Kahle Pön wurde in der naturräumlichen Haupteinheitengruppe Süderbergland (Nr. 33) in der Haupteinheit Rothaargebirge (mit Hochsauerland) (333) als Südteil in die Untereinheit Upland (333.9) zum Naturraum Inneres Upland (333.90) eingeordnet, stellt indes geomorphologisch eine Verlängerung des Naturraums Langenberg (333.58) nach Osten dar, mit dem er wegen seiner Höhe und seiner Lage an der sich hier nach Osten ziehenden Eder-Diemel-Wasserscheide mehr gemein hat. Nach Ostnordosten geht er in den Naturraum Vorderupländer Rücken (333.91) über; nach Süden fällt er in den Naturraum Grafschafter Kammer (mit Upländer Tor) (332.52) ab, der in der Haupteinheit Ostsauerländer Gebirgsrand (332) zur Untereinheit Grafschafter Bergland (332.5) zählt.
Mit einer Dominanz von über 2,4 km und einer Prominenz von 80,0 m gehört der Kahle Pön, nach dem Langenberg, mindestens gleichauf mit Hegekopf, Hillekopf, Hoher Pön und noch vor dem Clemensberg und erst recht vor dem Ettelsberg, zu den eigenständigsten Bergen des Naturraums Langenberg, so man ihn dazu zählt. Innerhalb des Naturraums Inneres Upland wäre er, vor der nördlich auf der anderen Seite Usselns gelegenen Sähre der mit 50 m Abstand höchste Berg.

### Wasserscheide
Kahle Pön und Auf’m Knoll liegen auf der Diemel-Eder/Fulda/Weser-Wasserscheide. Die Diemel, die auf dem Nordwesthang des Kahlen Pön entspringt, fließt nach Nordosten und mündet direkt in die Weser. Das Wasser der Wilden Aa (ab Mittellauf Aar genannt), die etwas weiter südwestlich auf dem Osthang des Krutenbergs, damit auf der anderen Seite des Bergkamms entspringt und von dort in Richtung Osten fließt, macht einen südlichen Umweg durch die Orke, Eder und Fulda zur Weser.

## Schutzgebiete
Die Gipfelregion des Kahlen Pön ist unbewaldet und weist neben Feldern eine Hochheide auf. Auf der nordhessischen Nordflanke des Berges liegt das Naturschutzgebiet Kahle Pön bei Usseln (CDDA-Nr. 163969; 1987 ausgewiesen; 35 ha groß) und auf der westfälischen Südseite das Naturschutzgebiet Kahle Pön (CDDA-Nr. 318616; 2002; 95 ha). Auf der Südflanke befinden sich Teile der Landschaftsschutzgebiete Medebach (CDDA-Nr. 555555156; 1983; 44,6114 km²) und Medebacher Norden: Düdinghauser Hochmulde, Talräume und Hangflächen (CDDA-Nr. 555555160; 1983; 926,19 km²). Auf der Nordflanke liegt das Fauna-Flora-Habitat-Gebiet Kahle Pön bei Usseln (FFH-Nr. 4718-302; 35,04 ha), und auf der Südseite befinden sich das FFH-Gebiet Kahle Pön (FFH-Nr. 4717-308; 97 ha) und Teile des Europäischen Vogelschutzgebiets Medebacher Bucht (VSG-Nr. 4717-401; 138,72 km²).

## Tourismus
Westnordwestlich unterhalb des Kahlen Pön und unmittelbar vorbei an der dortigen Diemelquelle führt der Uplandsteig. Auf dem Nordhang, nach Usseln hin, gibt es einen 750 m langen Bügelschlepplift. Zwischen 640 und 760 m hoch gelegen erschließt er eine 700 m lange Skipiste. Am und auf dem Berg verläuft der 5,2 km lange Rundwanderweg Naturweg Kahle Pön, der mit 12 Stationen auch über die Gipfelregion führt. Auf der Westschulter von Kahle Pön, die zum Berg Auf’m Knoll gerichtet ist, steht die direkt nördlich der Landesgrenze 2014 errichtete Graf-Stolberg-Hütte (ca. 704 m), ein zu Usseln gehörendes Berggasthaus.